# Ušće (Kraljevo)
Ušće (cirill betűkkel Ушће), település Szerbiában, a Raškai körzet Kraljevoi községében.

## Népesség
- 1948-ban 952 lakosa volt.
- 1953-ban 1 126 lakosa volt.
- 1961-ben 1 591 lakosa volt.
- 1971-ben 1 598 lakosa volt.
- 1981-ben 1 700 lakosa volt.
- 1991-ben 1 958 lakosa volt.
- 2002-ben 2 040 lakosa volt,[1] akik közül 2 002 szerb (98,13%), 49 montengrói, 4 jugoszláv, 2 macedón, 13 ismeretlen.[2]